# Vattentrappan

Vattentrappan är en vattenkonst i Hammarby sjöstad i södra Stockholm. Vattentrappan anlades 2002 efter konstnären Dag Birkelands ritningar. 
Kanalen för vattentrappan sträcker sig från Sickla sluss till Hammarby sjö vid Sjöstadsparterren/Kölnagatan 20-24, den största delen av sträckan rinner dock vattnet i en kulvert. Den sista delen ner till Hammarby sjö består trappan av en smal kanal med "trappsteg" av röd älvdalskvartsit. Trappstegen har speciellt utformade öppningar i mitten som framkallar pendlande vattenrörelser och för tankarna till en sprudlande fjällbäck. På kvällar och nätter belyses vattnet underifrån med fiberoptik och intressanta ljusreflexer uppstår mot vattentrappans stenväggar.

## Bilder

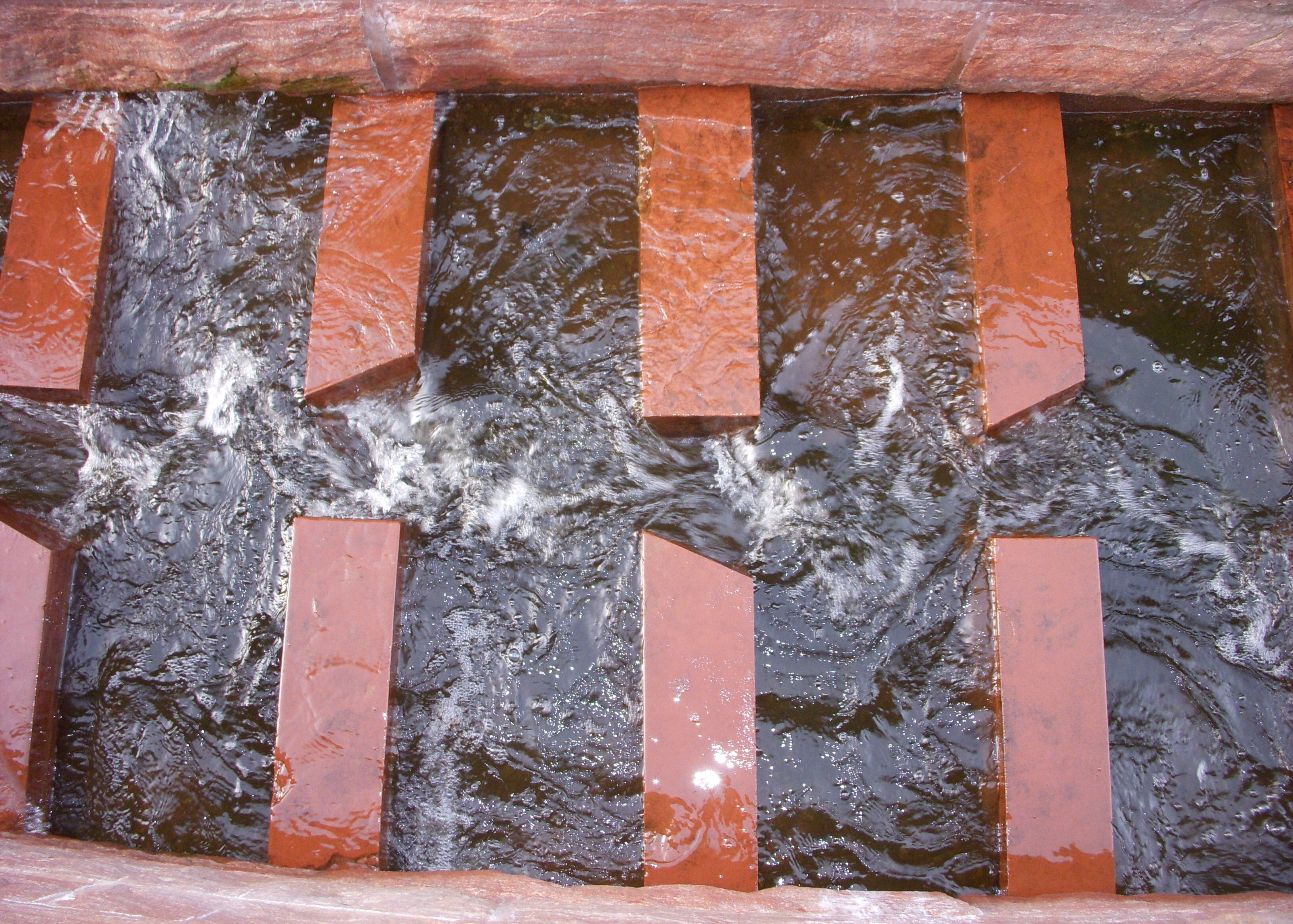
Uppifrån
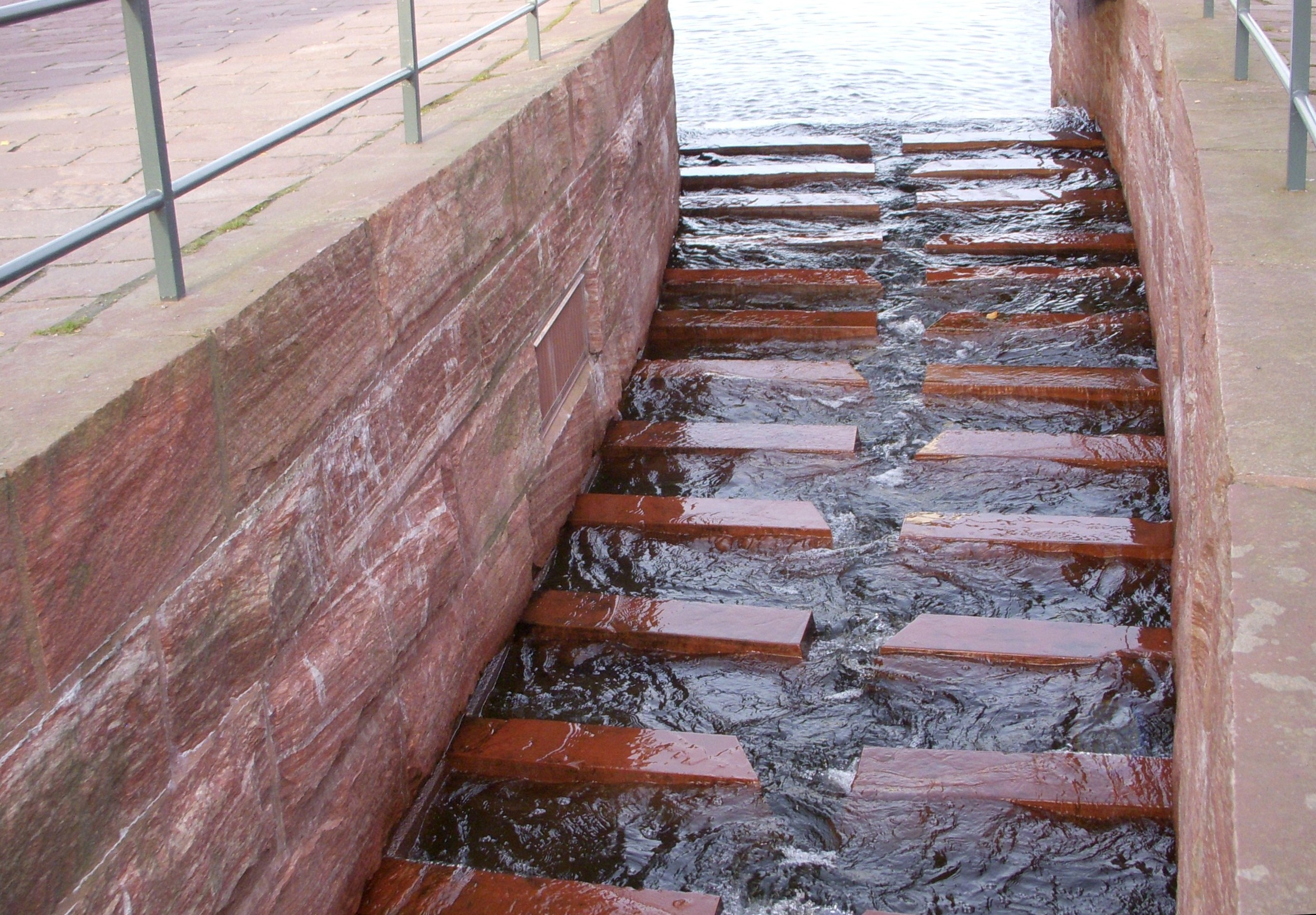
Mot Hammarby sjö
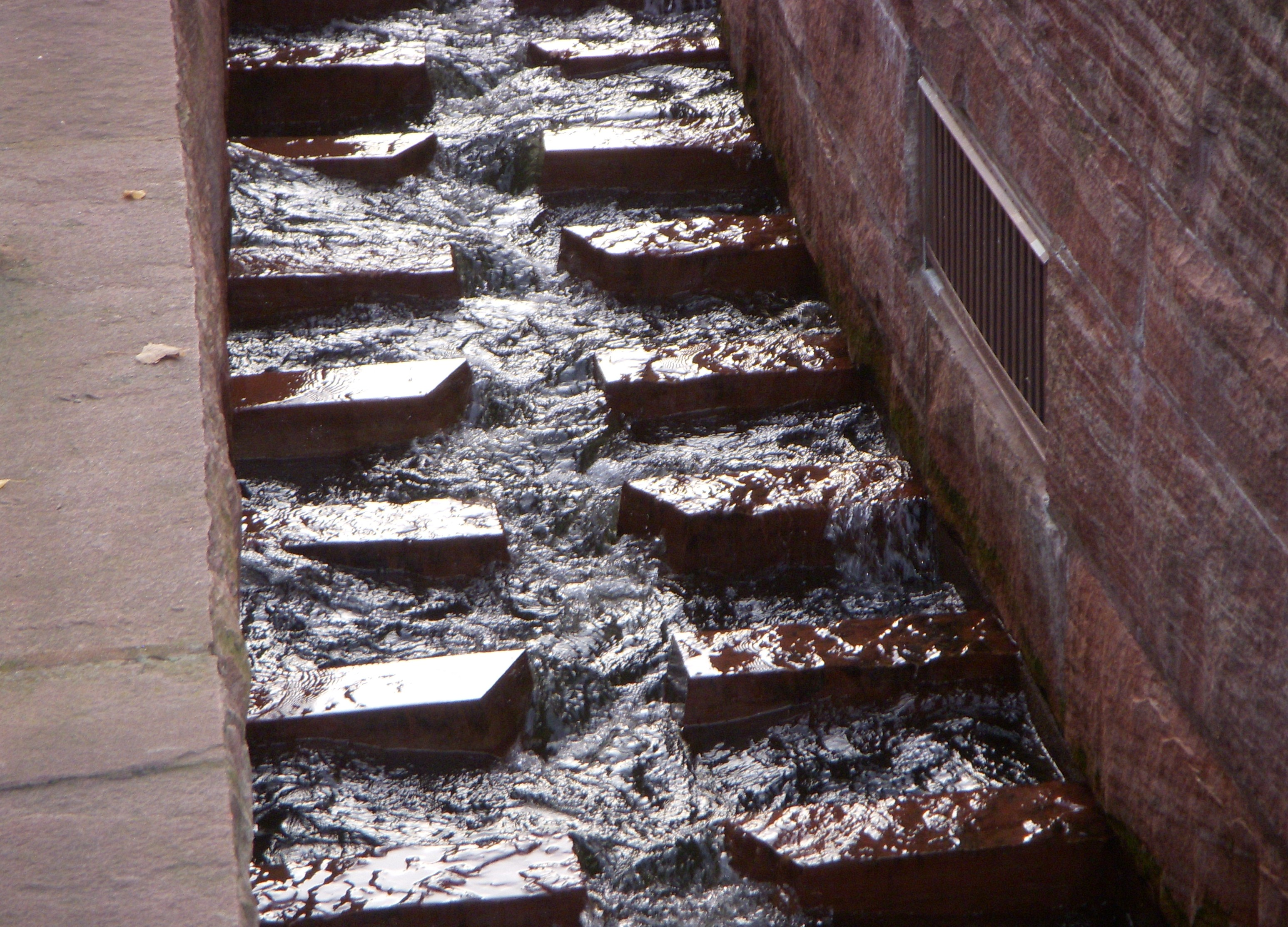
Mot syd
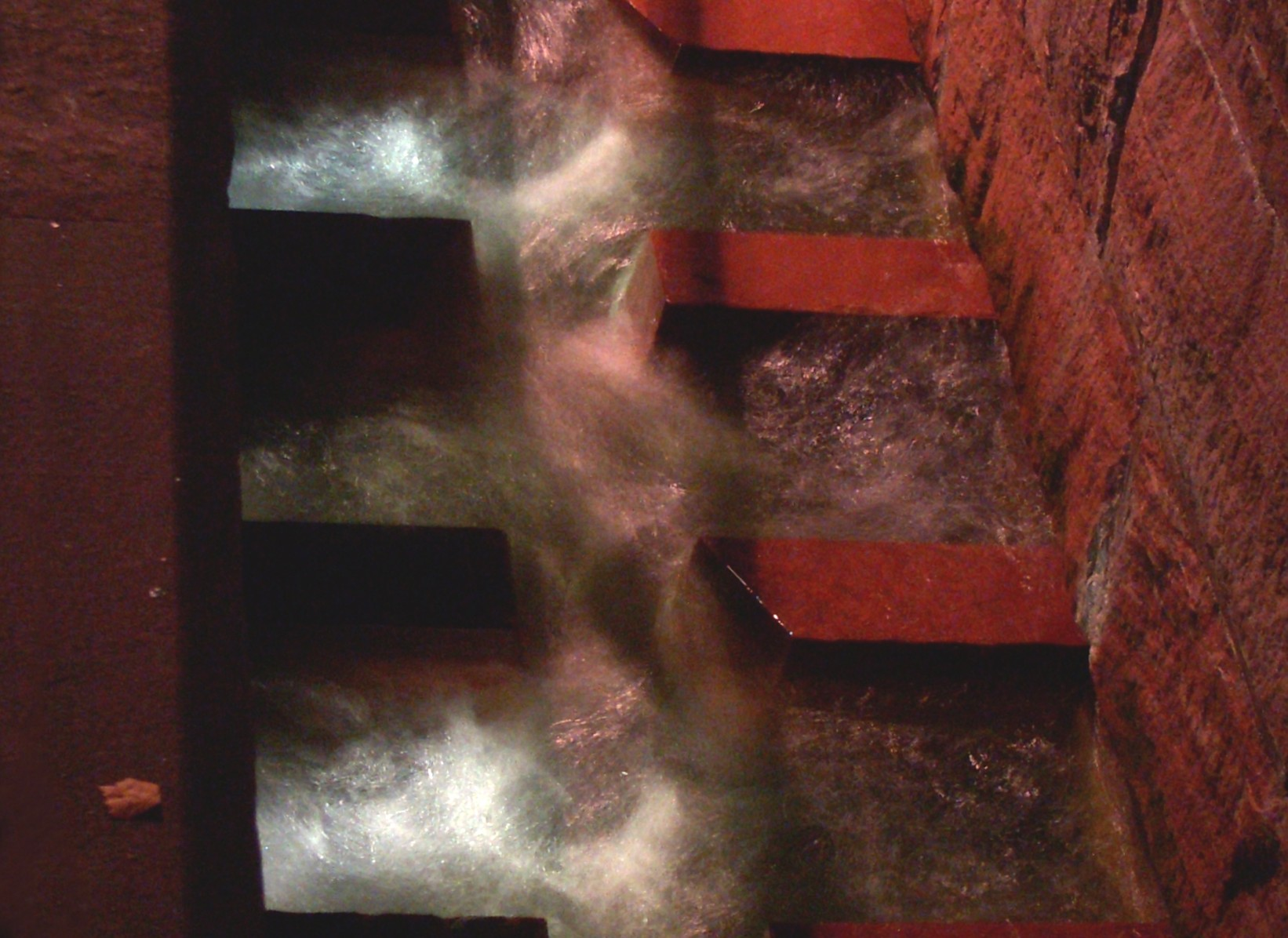
Belysning på kvällen